# Lakhegy
Lakhegy község Zala vármegyében, a Zalaegerszegi járásban.

## Fekvése
A Felső-Kemeneshát kistájban helyezkedik el, egy fennsíkon. Zalaegerszegtől 17 kilométerre északra, Vasvártól 12 kilométerre délre fekszik, a vármegye északi szélén.
A közvetlenül határos települések: észak felől a már Vas vármegyéhez tartozó Győrvár, kelet felől Gősfa, délkelet felől Egervár, dél felől Nagypáli, délnyugat felől Nagykutas, nyugat felől Andrásfa, északnyugat felől pedig Hegyhátszentpéter (utóbbi kettő szintén Vas vármegyéhez tartozik).

### Megközelítése
Keleti határában húzódik a Nagykanizsa-Zalaegerszeg-Vasvár közt vezető 74-es főút, így az ország távolabbi részei felől ez a legfontosabb közúti elérési útvonala. Központja azonban csak arról letérve közelíthető meg: Egervár és Győrvár között félúton lekanyarodva a 74 107-es számú mellékúton, vagy az egervári temető felől önkormányzati utakon. Területét egy rövid szakaszon érinti a 74-es főútba Vasboldogasszony-Gősfa felől beletorkolló 7427-es út is.
Vasútvonal nem érinti, a legközelebbi vasúti csatlakozási lehetőséget a Szombathely–Nagykanizsa-vasútvonal Győrvár megállóhelye kínálja, körülbelül 6 kilométerre északra.

## Története
A község önállóan az 1700-as évekig viselhette a nevét, majd 1906-ig Dénesfa-Lakhegy lett a neve, utána pedig Dénesfa, mint Déneslak község szőlőhegye. 1949-ben Déneslak beolvadt Egervárba, attól az évtől a község Egervár III. kerületévé vált. Lakhegy 1991. április 1-jével alakult újra önálló községgé, mintegy öt évet felölelő önállósodási törekvés lezárásaként.
A függetlenedés, illetve az önálló képviselő-testület felállítása mellett a helyben lakó 467 választópolgár nagyjából 67 százaléka szavazott, az első polgármester 245 szavazattal Méhes Máté lett, aki addig az egervári közös testületben igyekezett képviselni a lakhegyi településrész és az ott élők érdekeit.
A függetlenedés ellenére az önkormányzatot továbbra is az Egervárral közös körjegyzőség irányította és a helyi általános iskolásoknak is megmaradt az ingázás Egervárra; Lakhegy vezetése az ottani tornaterem építését is támogatta anyagilag. 1992-ben viszont a helyi óvodáskorúaknak óvodát nyitottak a felújított községháza egyik részében, valamint ugyanattól az évtől kezdődően több kilométer hosszan portalanított hegyi utakat is létesítettek. Az 1990-es évek folyamán megújult a kultúrház és a tűzoltószertár, sőt, az 1890 táján alakult helyi önkéntes tűzoltóságnak 1997-ben női csapata is működött, amely abban az időszakban még területi bajnokságon is helytállt.

## Közélete

### Polgármesterei
- 1991–1994: Méhes Máté[3]
- 1994–1998: Méhes Máté (független)[5]
- 1998–2002: Méhes Máté (független)[6]
- 2002–2006: Méhes Máté (független)[7]
- 2006–2010: Méhes Máté (független)[8]
- 2010–2014: Méhes Máté (független)[9]
- 2014–2019: Illés Tamás (független)[10]
- 2020–2024: Ujvári Katalin (független)[11]
- 2024– : Ujvári Katalin (független)[1]

A településen a 2019. október 13-ára kiírt önkormányzati választás keretében sem polgármestert, sem képviselőket nem lehetett választani, elegendő számú jelölt hiányában. Az emiatt szükségessé vált időközi választást 2020. január 12-én tartották meg, amikor a lakosok már aránylag sok, hat jelölt közül választhattak polgármestert és nyolc jelölt közül a képviselő-testület négy tagját.

## Népesség
A községet az 1991-es függetlenedésekor még 574 fő lakta, tíz évvel később, 2001-ben a népesség már csak 490 fő volt. Egy másik sajtóhír 1997-ből 536 lakosról adott hírt.
A település népességének változása:
| Lakosok száma | 453  | 460  | 457  | 435  | 429  | 431  | 434  |
|               | 2013 | 2014 | 2015 | 2021 | 2022 | 2023 | 2024 |

A 2011-es népszámlálás idején a nemzetiségi megoszlás a következő volt: magyar 93,9%, német 4,1%. A lakosok 87,7%-a római katolikusnak, 1,5% reformátusnak, 1,1% evangélikusnak, 1,1% felekezeten kívülinek vallotta magát (8,3% nem nyilatkozott).
2022-ben a lakosság 93,7%-a vallotta magát magyarnak, 0,2% németnek, 0,2% cigánynak, 1,6% egyéb, nem hazai nemzetiségűnek (6,3% nem nyilatkozott; a kettős identitások miatt a végösszeg nagyobb lehet 100%-nál). Vallásuk szerint 58,7% volt római katolikus, 1,2% református, 1,2% evangélikus, 1,2% egyéb keresztény, 0,2% egyéb katolikus, 2,8% felekezeten kívüli (33,6% nem válaszolt).

## Nevezetességei
A település a Sárvíz patak völgyét nyugatról kísérő dombvonulat tetején fekszik, mely híres szőlőseiről és gyümölcsöseiről. A nevében rejlő „hegy” szó Zala jellegzetes borvidékére utal; régen ugyanis a hegy olyan művelt területet, domboldalt is jelentett, ahol szőlőt termesztettek. Itt nemesítették ki egykor a „Lakhegyi mézes” (hivatalosan-Egri 28') elnevezésű szőlőfajtát, illetve ez a vidék is részese volt több intenzív gyümölcsfafajta elterjedésének. Levegője tiszta, a '80-as években a „Zala Mátrája” megtisztelő ragadványnevet kapta, frissességét Veleméhez hasonlatosnak értékelték.
A terület változatos növényvilága is kiemelkedő. A változatosság részben a terület geológiai adottságainak, részben az érintetlenségének köszönhető. A földtörténeti őskorban, a Pannon-tenger üledékes kőzet-felrakódásaként jöttek létre ezek a kiemelkedő domborulatok, ahol Lakhegy fekszik. Sokáig erdőségek jellemezték e terület növényvilágát, de a hegyi, sziki növények éppúgy megtalálhatóak itt, mint az erdei, mezei és a lápi társulások, amelyek sok értékes fajt képviselnek. Fellelhető például a szártalan bábakalács (Carlina acaulis), a szártalan kankalin (Primula vulgaris), a tarka pettyeskosbor (Neotinea tridentata) és több más értékes növényfaj is.
A Dunántúli-dombság részeként kiváló kilátás nyílik a környező falvakra, településekre, a Kőszegi-hegységre, és tiszta időben az Alpok néhány közelebbi vonulatára.